# حصار جامعة النجاح الوطنية
حصار جامعة النجاح الوطنية هو حصار فرضته قوات الاحتلال الإسرائيلي في يوليو 1992 على حرم جامعة النجاح الوطنية في مدينة نابلس شمال الضفة الغربية واستمر لعدة أيام بحجة وجود فلسطينيين مطلوبين.

## تفاصيل
كانت جامعة النجاح الوطنية في 13 يوليو 1992 تُجري انتخابات مجلس اتحاد الطلبة فيها وأثناء الانتخابات، تسللت قوات من الجيش الإسرائيلي وألتفت حول حرم الجامعة في حي المخفية بمدينة نابلس (يُسمى اليوم الحرم القديم) وأحاطت به.
أخبر الحاكم العسكري الإسرائيلي لمدينة نابلس بعض الشخصيات الاعتبارية إن قوات من الجيش تحاصر الجامعة، وأنها لن تسمح للطلبة إلا إذا سلم المطلوبون أنفسهم مع أسلحتهم الفردية التي أدخلوها إلى الجامعة. منع الجيش دخول الجامعة أو الخروج منها، كان يتواجد في الجامعة أكثر من 5,000 نسمة من طلبة وعاملين بالجامعة.
سَمح الجيش للعاملين بالجامعة بمغادرتها بالإضافة إلى الطالبات إلا إنهم رفضوا. اعتمد المُحاصرون على ما تحويه مقاصف ومطاعم الجامعة من مواد غذائية، لكنها نفذت، ومنع الجيش إدخال أي مواد غذائية إليهم.
في اليوم الثاني، بدأت المفاوضات في مقر الصليب الأحمر، وسَلم داني روتشيلد منسق أعمال الحكومة الإسرائيلية في الأراضي الفلسطينية قائمة بالشروط الإسرائيلية لفك الحصار إلى الوفد الفلسطيني، تضمنت اعتقال 19 اسمًا (تبيّن لاحقًا عدم وجود 13 منهم في حرم الجامعة)، وتفتيش كل الموجودين في الجامعة. رفض الطلبة الشروط، واعتبرها الوفد الفلسطيني غير منطقية. كما سُمح للأشخاص الذين يصطحبون أطفالًا بمغادرة الجامعة.
في 17 يوليو، اتفق الجانبان على إبعاد ست طلبة مَطلوبين للجيش الإسرائيلي لثلاث سنوات إلى الأردن مقابل عدم التعرض لهم، وفك الحصار ورفع حظر التجوال على مدينة نابلس. تم نقلهم بواسطة سيارات الصليب الأحمر.

### المبعدون
| / | الاسم                          | مكان السكن               | مكان الإبعاد | تاريخ الإبعاد |
| - | ------------------------------ | ------------------------ | ------------ | ------------- |
| 1 | عبد الله داود محمود عبد القادر | مخيم بلاطة، محافظة نابلس | الأردن       | 17 يوليو 1992 |
| 2 | ياسر جمعة عبد الرحيم البدوي    | مخيم بلاطة، محافظة نابلس | الأردن       | 17 يوليو 1992 |
| 3 | ناصر محمود أحمد عويص           | مخيم بلاطة، محافظة نابلس | الأردن       | 17 يوليو 1992 |
| 4 | ماجد إسماعيل المصري            | مخيم بلاطة، محافظة نابلس | الأردن       | 17 يوليو 1992 |
| 5 | بلال دويكات                    | بلدة عسكر، محافظة نابلس  | الأردن       | 17 يوليو 1992 |
| 6 | محمد تيم                       | مخيم بلاطة، محافظة نابلس | الأردن       | 17 يوليو 1992 |